# Svinčev(II) karbonat
Svinčev(II) karbonat je kemična spojina s formulo PbCO3. Je bela trdna snov, ki je kljub temu, da je toksična,  uporabna na več področjih. V naravi se pojavlja kot mineral ceruzit.

## Zgradba
Tako kot vsi kovinski karbonati ima tudi svinčev(II) karbonat gosto, zamreženo zgradbo, sestavljeno iz intaktnih CO32- skupin in kovinskih kationov. Z rentgensko kristalografijo je bilo dokazano, da imajo Pb(II) centri koordinacijsko število sedem in da so obdani s sedmimi karbonatnimi ligandi. Karbonatni centri so vezani na bidentat na posameznem Pb in tvorijo most do pet drugih Pb centrov.

## Proizvodnja in raba
Svinčev karbonat se proizvaja z vpihavanjem ogljikovega dioksida v hladno razredčeno raztopino svinčevega(II) acetata ali s stresanjem suspenzije svinčeve soli, ki je bolj topna od karbonata, z amonijevim karbonatom pri nizki temperaturi, da ne bi nastal bazični svinčev karbonat:
Pb(CH3COO)2 + (NH4)2CO3 → PbCO3 + 2 NH4(CH3COO)
Svinčev karbonat se uporablja kot katalizator polimerizacije formaldehida v poli(oksimetilen).  Svinčev karbonat izboljša oprijemljivost kloroprena na žico.

## Zakonodaja
Distribucija  in raba svinčevega karbonata sta v Evropi omejena.

## Drugi svinčevi karbonati
Znanih je tudi več drugih svinčevih karbonatov:
- beli svinec, bazični svinčev karbonat, 2PbCO3•Pb(OH)2
- šanonit, PbCO3•PbO
- plumbonakrit, 3PbCO3•Pb(OH)2•PbO[6]
- PbCO3•2PbO
- abellait, NaPb2(OH)(CO3)2
- leadhilit, 2PbCO3•PbSO4•Pb(OH)2